# Jönköpings och Vulcans Tändsticksfabriks AB

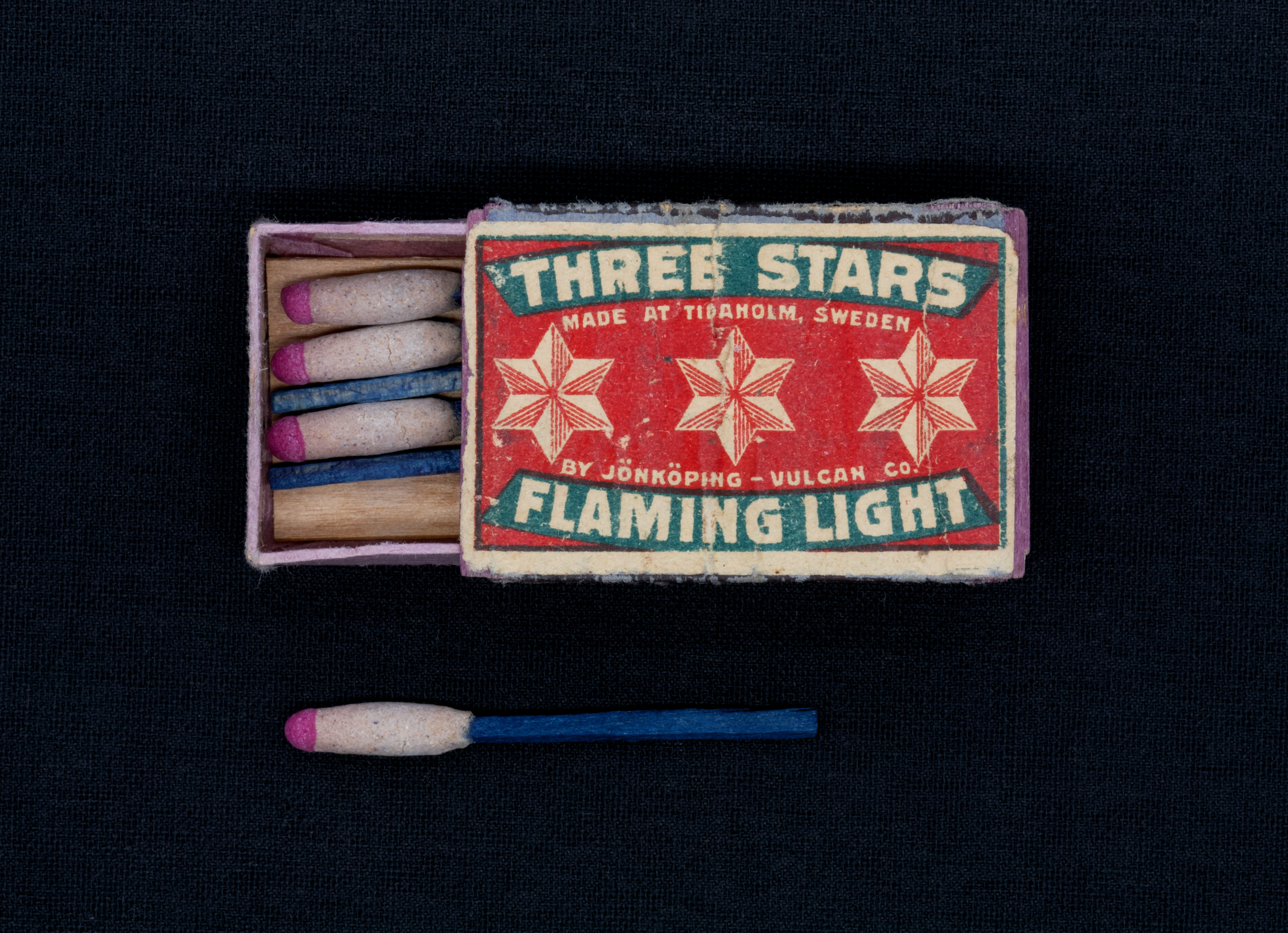
Stormtändstickor, tillverkade i Tidaholm

Jönköpings och Vulcans Tändsticksfabriks AB, också benämnt Jönköping-Vulcan, var ett svenskt industriföretag, som bildades 1903 genom att det "nya" Jönköpings Tändsticksfabriks AB köpte Vulcans Tändsticksfabrik i Tidaholm. 
Året dessförinnan hade det gamla Jönköpings Tändsticksfabrik slagits samman med de av Fredrik Löwenadler ägda företaget Jönköpings Westra Tändsticksfabrik, Annebergs Tändsticksfabrik och Västerviks Tändsticksfabrik, samt med Uddevalla Tändsticksfabrik, till det "nya" Jönköpings Tändsticksfabriks AB, också kallad Jönköpingstrusten.
Jönköping–Vulcan köpte 1904 A.O. Anderssons Fabriks AB (Vänersborgs tändsticksfabrik) och 1913 Junebro Spånaskfabrik. År 1917 köptes pappersbruket Katrinefors AB i Mariestad.
År 1913 försökte Ivar Kreuger förmå Jönköpings tändsticksfabriker att gå samman med hans under 1913 grundade AB Förenade Svenska Tändsticksfabriker, men detta avböjdes av företaget. Ivar Kreuger kunde dock 1917 med hjälp av Svenska Handelsbanken och Svenska Handelsbankens emissionsbolag köpa det större Jönköpings och Vulcans Tändsticksfabriks AB. Därmed bildades Svenska Tändsticks AB (STAB) med Kreuger & Toll som största ägare och med Ivar Kruger som vd. Svenska Tändsticks AB ägde samtliga tändsticksfabriker i Sverige, som då var i drift, och också de ledande svenska tillverkarna av tändsticksmaskiner.